# Yi Jianlian
Yi Jianlian (chinesisch 易建联, Pinyin Yì Jiànlián, Jyutping Jik6 Gin3lyun4; * 27. Oktober 1987 in Guangdong) ist ein ehemaliger chinesischer Basketballspieler.
Er nahm an vier Olympischen Sommerspielen teil. In der chinesischen Liga CBA gewann Yi Jianlian sechs Mal den Meistertitel. Zwischen 2007 und 2012 war er in den Vereinigten Staaten in der NBA tätig.
Er ist 2,13 m groß und spielte auf der Position des Power Forwards.

## Karriere

### Guangdong Southern Tigers (2002–2007)
Yis Eltern Yi Jingliu und Mai Meiling waren professionelle Handballspieler. Er besuchte eine Sportschule. In der Hoffnung, ihn fü einem Werbevertrag zu gewinnen, lud der Sportartikelhersteller Adidas Yi 2002 nach Teaneck (US-Bundesstaat New Jersey) zum sogenannten ABCD Camp ein, an dem sonst hauptsächlich US-amerikanische Basketballspieler teilnehmen. Nach seiner Rückkehr nach China schloss er sich den Guangdong Southern Tigers an und wurde in der chinesischen CBA 2002/03 als bester Liganeuling ausgezeichnet. 2003 wurde er von der Zeitschrift Time als der nächste Yao Ming bezeichnet. In den folgenden drei Spielzeiten in der CBA führte Yi seine Mannschaft jeweils in die Endspielserie. 2006 wurde er ebenfalls zum MVP der Finalserie gewählt.

### Milwaukee Bucks (2007–2008)
Die NBA-Mannschaft Milwaukee Bucks wählte Yi im NBA-Draftverfahren 2007 an sechster Stelle aus. Sein chinesischer Klub, die Guangdong Southern Tigers, hatten erklärt, dass es ausgeschlossen sei, dass Yi für die Milwaukee Bucks spielen würde, mit der Begründung, dass zu viele ähnliche Spielertypen bei Milwaukee unter Vertrag standen und dies für Yis weitere Entwicklung nachteilig sei.
Yi gab seinen Einstand in der Anfangsaufstellung der Milwaukee Bucks in einem Spiel gegen die Orlando Magic, in dem er 9 Punkte und 3 Rebounds erzielte. In seinem ersten Heimspiel überzeugte er mit 16 Punkten und 8 Rebounds. Das Spiel war das erste, das in China ausgestrahlt wurde und von mehr als 100 Millionen Zuschauern gesehen wurde. Am 9. November traf Yi mit Milwaukee auf die Houston Rockets mit seinem Landsmann Yao Ming. Obwohl Yi 19 Punkte und 9 Rebounds erzielte, verlor er das Spiel mit seiner Mannschaft. Yao bestimmte das Spiel, das in China von mehr als 200 Millionen Menschen gesehen wurde, mit 28 Punkten und 10 Rebounds. Yi wurde zum Rookie des Monats Dezember ernannt und im Rahmen des NBA All-Star Weekends 2008 in die Rookie Challenge gewählt. Am 2. April 2008 wurde verkündete, dass Yi den Rest der Saison aufgrund einer Knieverletzung verpassen würde.
Yi galt neben Yao Ming als großer Hoffnungsträger der chinesischen Nationalmannschaft für die Olympischen Spiele 2008 in Peking.

### New Jersey Nets (2008–2010)
Kurz vor der NBA-Draftverfahren 2008 wurde Yi zusammen mit Bobby Simmons an die New Jersey Nets abgegeben. Im Austausch wechselte Richard Jefferson zu den Milwaukee Bucks. In seinen ersten 37 Spielen mit den New Jersey erzielte Yi im Durchschnitt 10,5 Punkte und 6,2 Rebounds. Am 9. Januar 2009 brach er sich den kleinen Finger seiner rechten Hand und musste sechs Wochen lang aussetzen. In der Wahl zum NBA-All-Star-Game 2009 erhielt Yi in der Eastern Conference auf seiner Position die drittmeisten Stimmen und damit mehr Stimmen als gestandene Spieler wie Paul Pierce und Chris Bosh. Daraufhin kamen Gerüchte auf, dass Yi von chinesischen Anhängern bloß aufgrund seiner Nationalität gewählt worden sei. Nach seiner Genesung kehrte Yi auf das Spielfeld zurück, verlor jedoch seinen Platz in New Jerseys Anfangsaufstellung, in die er in der NBA-Saison 2009/10 zurückkehrte. Wegen mehrerer kleinerer Verletzungen verpasste Yi in der Saison 30 Spiele. Seine Mittelwerte betrugen 12 Punkte und 7,2 Rebounds je Begegnung.

### Washington Wizards (2010–2011)
Am 29. Juni 2010 wurde Yi im Austausch mit Quinton Ross an die Washington Wizards abgegeben. Zudem zahlten die Nets im Rahmen dieses Tauschs 3 Millionen US-Dollar an Washington. In der US-Hauptstadt erhielt Yi einen Ein-Jahres-Vertrag, kam jedoch nur selten über die Rolle eines Ergänzungsspieler hinaus. Im Verlauf der NBA-Saison 2010/11 bestritt er 63 Spiele, stand allerdings nur elf Mal in der Anfangsaufstellung. Dabei erzielte er durchschnittlich 5,6 Punkte und holte 3,9 Rebounds. Am Ende der Saison entschieden sich die Wizards gegen eine Weiterverpflichtung, Yi wurde vereinslos.

### Guangdong Southern Tigers (2011)
Wegen des Lockouts am Beginn der NBA-Saison 2011/12 kehrte Yi zu den Guangdong Southern Tigers zurück. Er unterzeichnete dort einen Ein-Jahres-Vertrag mit einer Ausstiegsklausel für einen Wechsel in die NBA.

### Dallas Mavericks (2012)
Kurz nach dem verspäteten Saisonbeginn gaben die Dallas Mavericks am 2. Januar 2012 die Verpflichtung Yis bekannt. Beim amtierenden NBA-Meister erhielt er einen Ein-Jahres-Vertrag. Allerdings war Yi bei seiner Verpflichtung noch am Knie verletzt, so dass er sich zunächst beim Farmteam, den Texas Legends, in Form bringen sollte. Nachdem er ins Aufgebot der Dallas Mavericks aufgenommen worden war, kam der Chinese nur gelegentlich zum Einsatz.

### Guangdong Southern Tigers (2012–2023)
Sein Vertrag in Texas wurde nicht verlängert. Er kehrte in sein Heimatland zu den Guangdong Southern Tigers zurück. Durch seinen Weggang spielte fortan kein Chinese mehr in der NBA. Yi gewann mit Guadong 2013, 2019 und 2020 erneut die chinesische Meisterschaft. Zudem wurde er zwischen 2013 und 2016 viermal als bester Spieler der chinesischen Liga ausgezeichnet.
Am 22. August 2016 gaben die Los Angeles Lakers aus der NBA Yis Verpflichtung zu Beginn der Saison 2016/17 bekannt. Er wurde jedoch kurz vor Beginn der Saison von den Kaliforniern entlassen, sodass er nach China zurückkehrte. 2023 gab er das Ende seiner Spielerlaufbahn bekannt. In der CBA bestritt er insgesamt 625 Spiele, in denen er insgesamt 12 781 Punkte und 6159 Rebounds erzielte. Mit dem Reboundwert setzte er sich in der ewigen Bestenliste der Liga an die Spitze.

### Nationalmannschaft
Yi Jianlian nahm mit der chinesischen Nationalmannschaft 2004, 2008, 2012 und 2016 an den Olympischen Sommerspielen teil. Bei Olympia 2016 war er mit 20,4 Punkten je Begegnung der drittbeste Korbschütze des Turniers. Bei der Weltmeisterschaft 2010 stand Yi Jianlian auf dem vierten Platz der Korbjägerliste (20,2 Punkte je Begegnung).
Er gewann die Asienmeisterschaft in den Jahren 2005, 2011 und 2015. 2011 und 2015 wurde er als bester Spieler des Turniers ausgezeichnet.

## Spielweise
Yi galt als Spieler, der die Anforderungen mehrerer Positionen vereinte und während seiner Laufbahn damit als moderner Spieler eingeschätzt wurde. Er galt als athletisch, dabei gleichzeitig wurfstark und gut in der Ballbehandlung. Vor seinem Wachstumsschub wurde er auf der Guard-Position eingesetzt, weshalb er als vielseitiger Spieler galt. Allerdings wurden ihm zeitweise Mängel im Spielverständnis und in der körperlichen Entwicklung vorgeworfen.

## Sonstiges
Yi Jianlian sah sich während seiner Laufbahn teilweise Zweifeln hinsichtlich seines Alters ausgesetzt, da bei einem Spiel der chinesischen Nationalmannschaft der 27. Oktober 1984 als Geburtsdatum angegeben wurde, während ansonsten stets der 27. Oktober 1987 angegeben wurde. Dadurch kam die Vermutung auf, dass sein Personalausweis womöglich gefälscht worden sei, damit er länger in Jugendmannschaften spielen und sich später für das NBA-Draftverfahren anmelden konnte. Yi äußerte sich zu den Vorwürfen nicht.